# Комарівка (Тернопільський район)

Комарі́вка —  село в Україні, у Бережанській міській громаді Тернопільського району Тернопільської області.
Поштове відділення — Шибалинське. До 2020 року підпорядковане Шибалинській сільраді. 
Поблизу Комарівки є ботаніко-ентомологічний заказник «Комарівський».

## Герб
Щит скошений зліва золотом та сріблом. У першій частині лазуровий хрест, що супроводжується з обох боків такими ж літерами. У другій частині перев'яз зліва у вигляді геометричного орнаменту.

## Географія
У селі є 1 вулиця Центральна.

### Клімат
Для села характерний помірно континентальний клімат. Комарівка розташована у «холодному Поділлі» — найхолоднішому регіоні Тернопільської області.
| Клімат Комарівки          | Клімат Комарівки | Клімат Комарівки | Клімат Комарівки | Клімат Комарівки | Клімат Комарівки | Клімат Комарівки | Клімат Комарівки | Клімат Комарівки | Клімат Комарівки | Клімат Комарівки | Клімат Комарівки | Клімат Комарівки | Клімат Комарівки |
| Показник                  | Січ.             | Лют.             | Бер.             | Квіт.            | Трав.            | Черв.            | Лип.             | Серп.            | Вер.             | Жовт.            | Лист.            | Груд.            | Рік              |
| Середній максимум, °C     | −1,5             | −0,2             | 4,7              | 12,8             | 18,8             | 22,0             | 23,2             | 22,6             | 18,4             | 12,5             | 5,4              | 0,5              | 11               |
| Середня температура, °C   | −4,5             | −3,2             | 1,0              | 7,9              | 13,4             | 16,7             | 17,9             | 17,2             | 13,3             | 8,0              | 2,5              | −2               | 7                |
| Середній мінімум, °C      | −7,5             | −6,1             | −2,6             | 3,1              | 8,1              | 11,4             | 12,7             | 11,9             | 8,3              | 3,6              | −0,3             | −4,5             | 3                |
| Норма опадів, мм          | 33               | 31               | 33               | 50               | 78               | 92               | 97               | 71               | 57               | 39               | 37               | 40               | 658              |
| ------------------------- | ---------------- | ---------------- | ---------------- | ---------------- | ---------------- | ---------------- | ---------------- | ---------------- | ---------------- | ---------------- | ---------------- | ---------------- | ---------------- |
| Джерело: climate-data.org |                  |                  |                  |                  |                  |                  |                  |                  |                  |                  |                  |                  |                  |

## Історія
Відоме від 1755 року.
12 червня 2020 року, відповідно до Розпорядження Кабінету Міністрів України від  № 724-р «Про визначення адміністративних центрів та затвердження територій територіальних громад Тернопільської області», село увійшло до складу Бережанської міської громади.
19 липня 2020 року, в результаті адміністративно-територіальної реформи та ліквідації Бережанського району, село увійшло до складу новоутвореного Тернопільського району.

## Населення
Населення села :
| Рік  | Число осіб | Українців греко-католиків | Поляків та римо-католиків | Євреїв |
| ---- | ---------- | ------------------------- | ------------------------- | ------ |
| 1900 | 406        | 281                       | 112                       | 13     |
| 1939 | ▲ 510      | ▲ 410                     | ▼ 100                     | ▼ 0    |
| 2001 | ▼ 220      |                           |                           |        |
| 2014 | ▼ 203      |                           |                           |        |
| 2022 | ▼ 176      |                           |                           |        |

### Мова
Розподіл населення за рідною мовою за даними перепису 2001 року:
| Мова       | Кількість | Відсоток |
| ---------- | --------- | -------- |
| українська | 220       | 100%     |

## Пам'ятки
У 2007 році збудовано церкву Христа Царя УГКЦ, біля якої є дзвіниця (2011).
Встановлено пам'ятний хрест на честь скасування панщини (1906).

## Політика
Від 28 квітня 2012 року село належить до виборчого округу 165.

### Парламентські вибори, 2019
На позачергових парламентських виборах 2019 року у селі функціонувала окрема виборча дільниця № 610053, розташована у приміщенні школи.
Результати
- зареєстровано 147 виборців, явка 77,55%, найбільше голосів віддано за «Слугу народу» — 23,01%, за Всеукраїнське об'єднання «Батьківщина» — 19,47%, за «Європейську Солідарність» — 15,04%[8]. В одномандатному окрузі найбільше голосів отримав Іван Чайківський (самовисування) — 42,98%, за Петра Репелу (Всеукраїнське об'єднання «Батьківщина») — 16,67%, за Тараса Юрика (Європейська Солідарність) — 15,79%[9].

## Соціальна сфера
Діє початкова школа, бібліотека, клуб та фельшерське відділення.

## Галерея

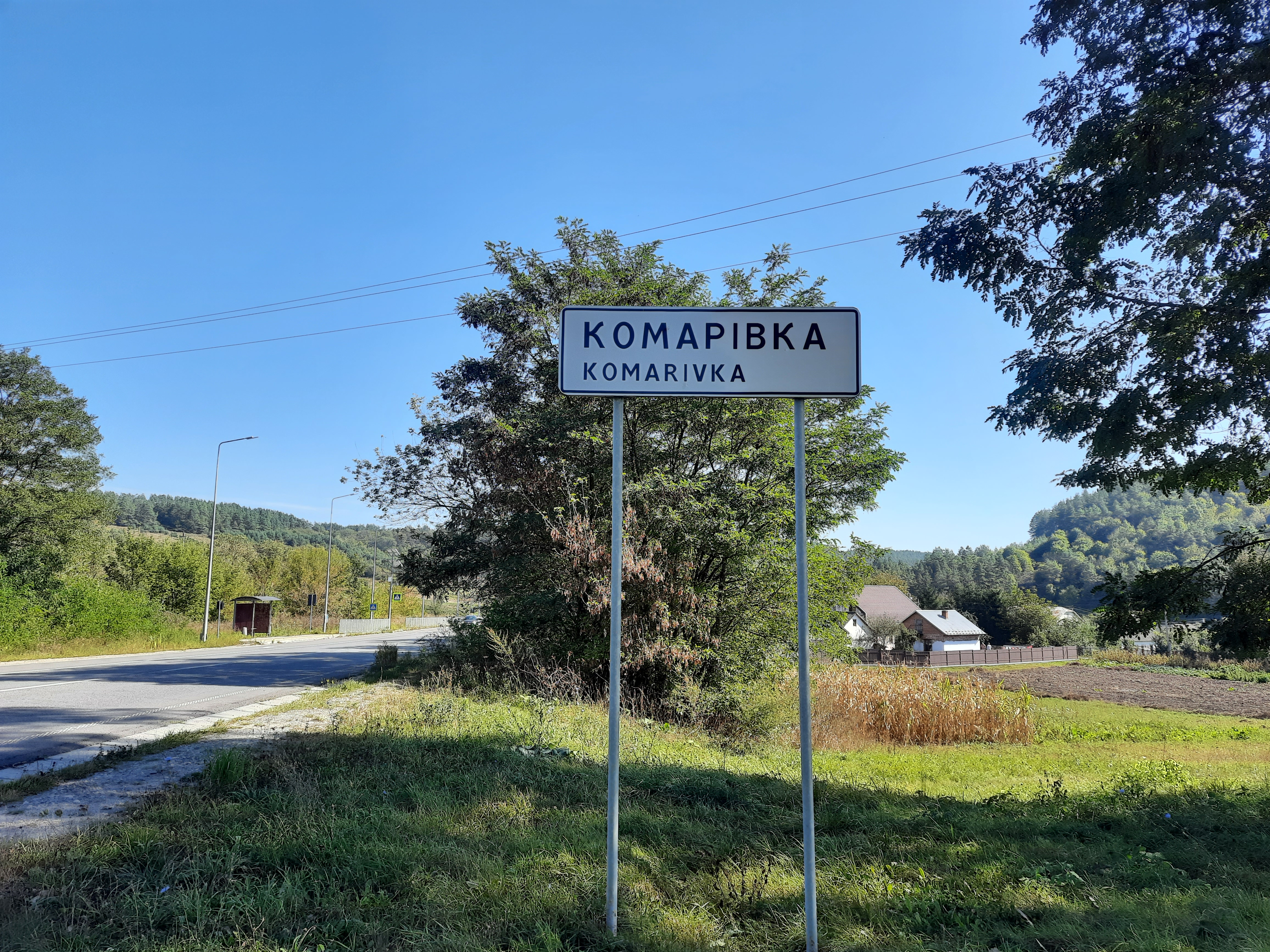
Дорожній знак при в'їзді в село
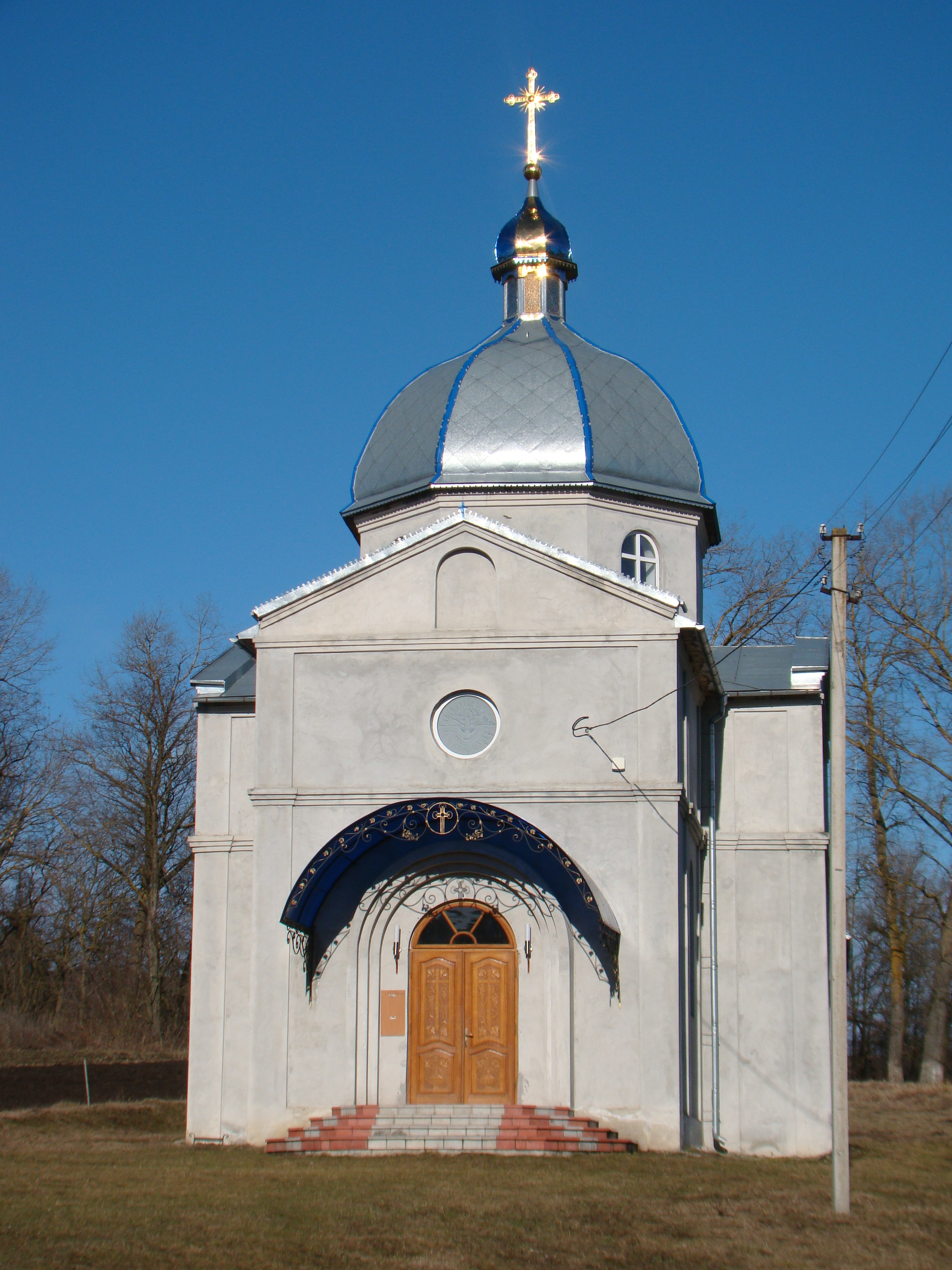
Церква Христа Царя
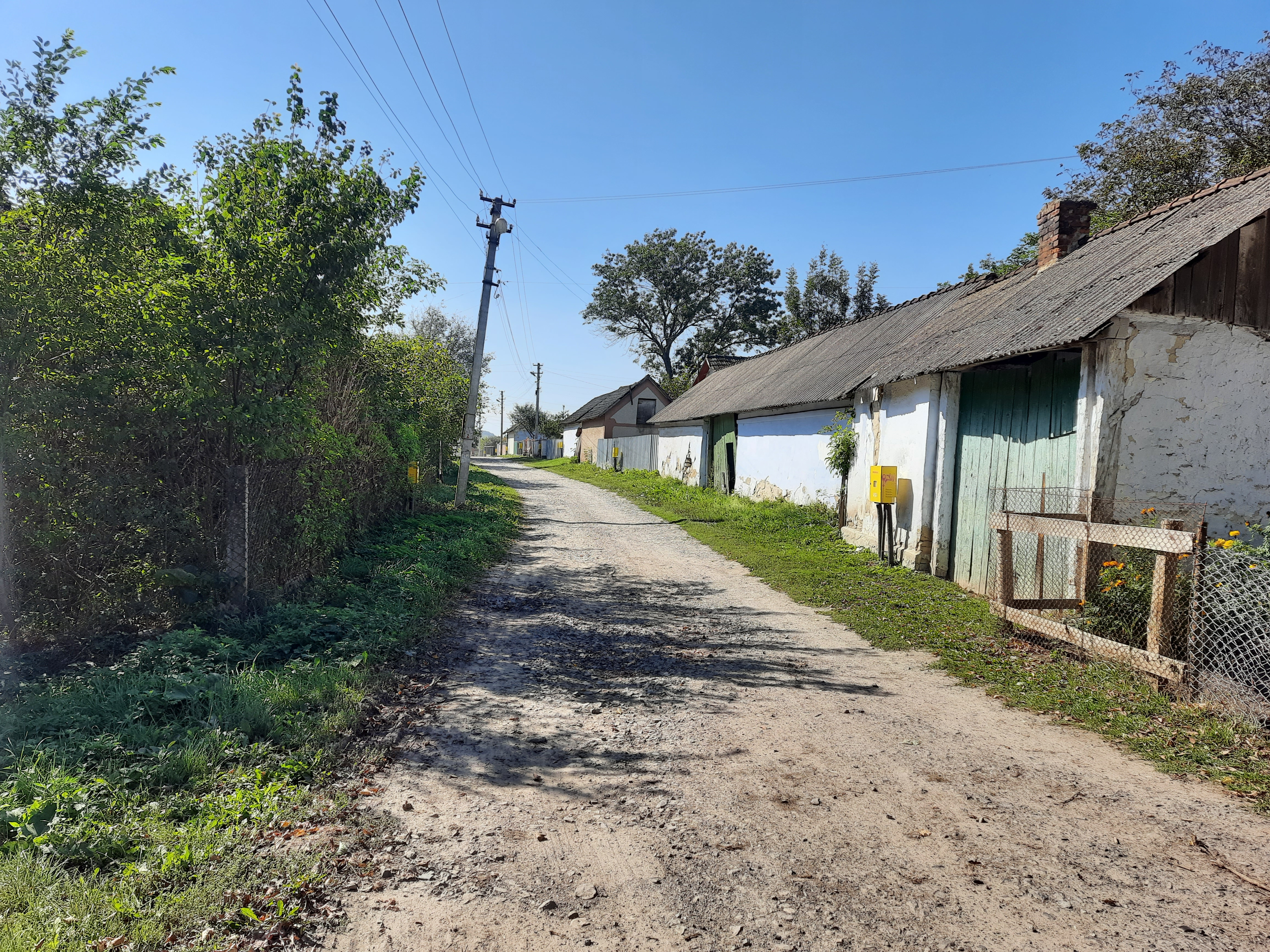
Сільська вулиця
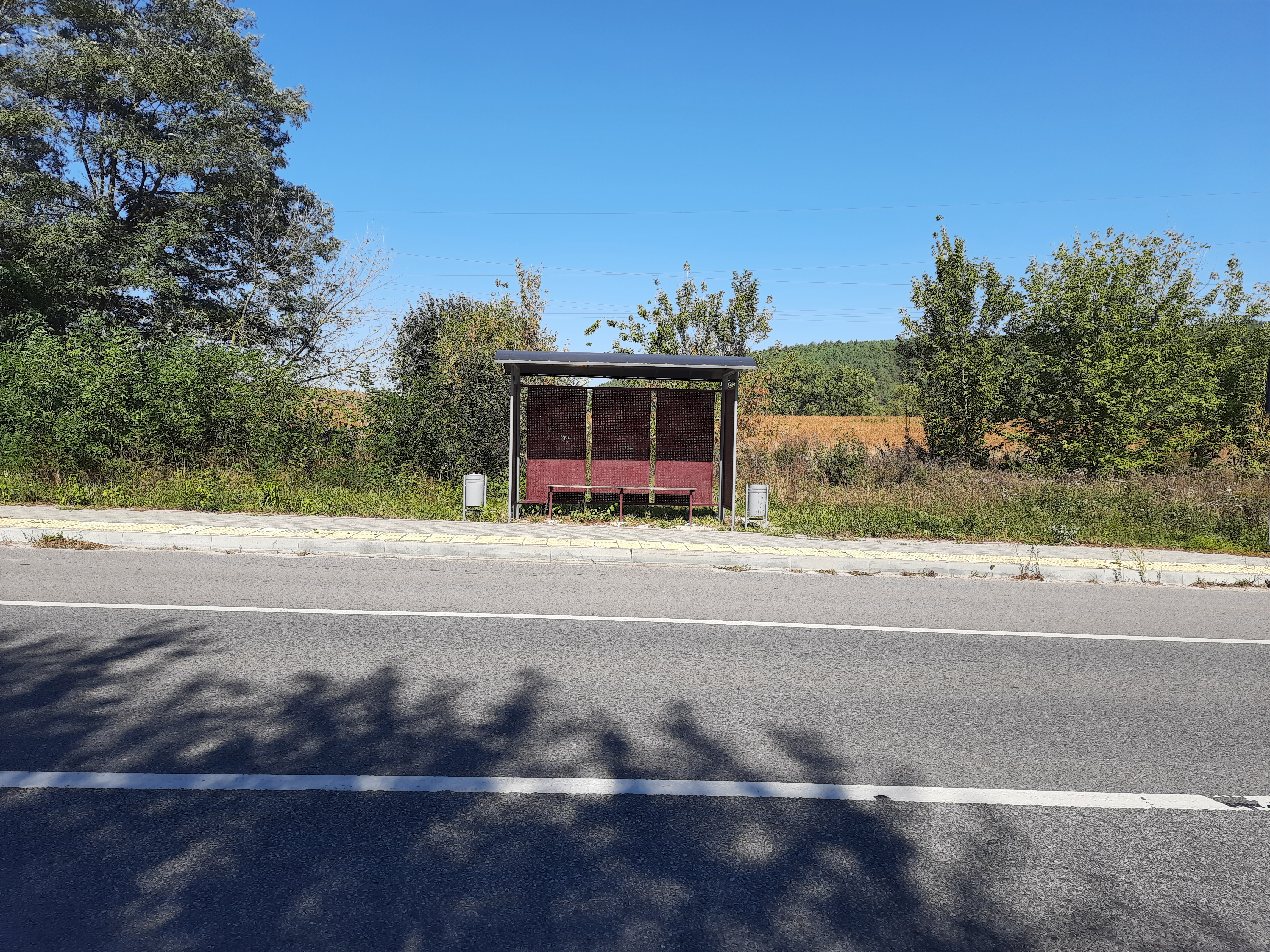
Автобусна зупинка
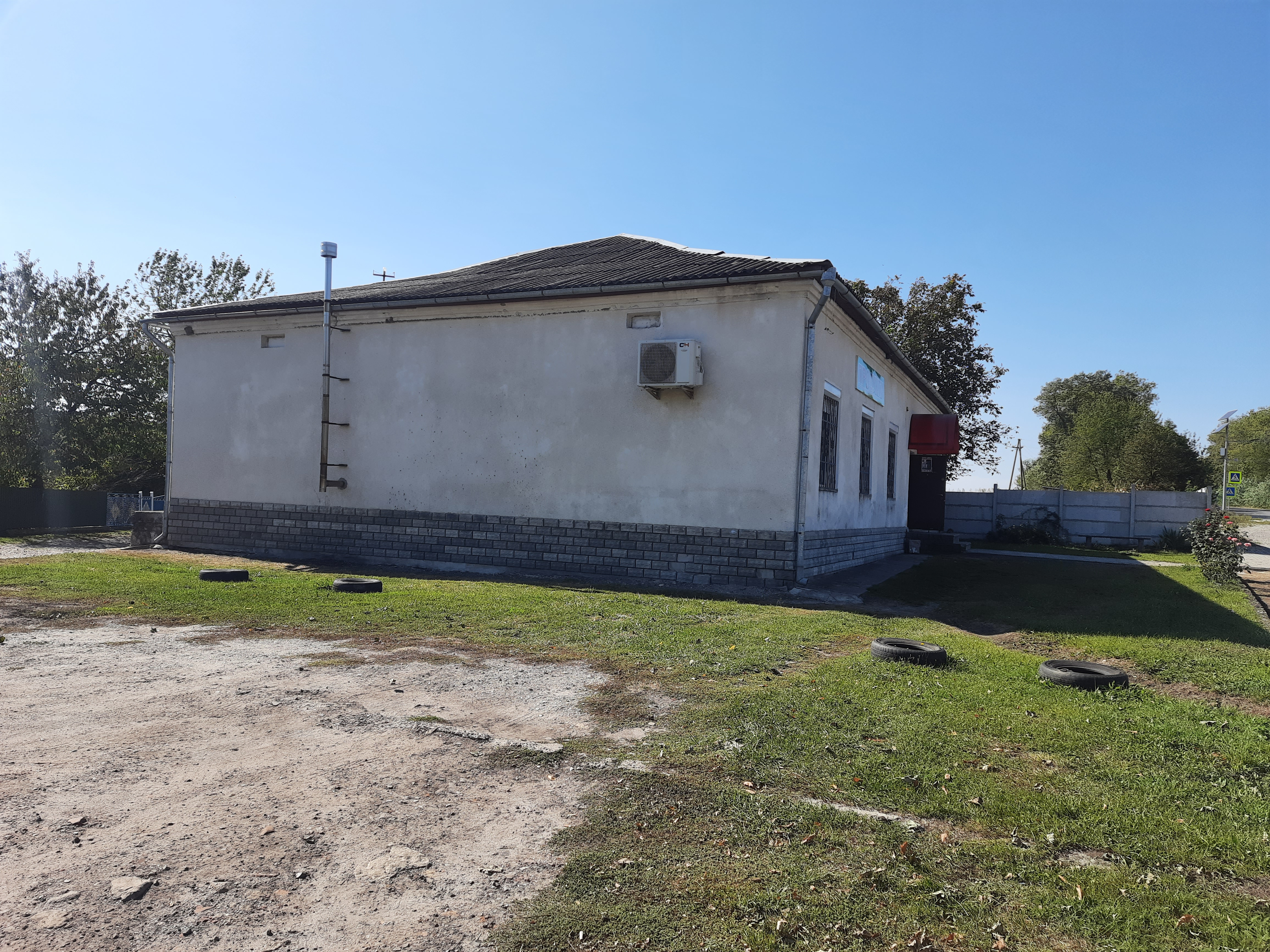
Крамниця